# Ringblomma
Ringblomma (Calendula officinalis L.) är en art i familjen korgblommiga växter. Den förekommer ofta i odling.
Ringblomma är en ettårig växt som främst odlas för sina blommor. Det är dels för de är dekorativa, dels för att de kan användas i exempelvis salvor och i matlagning, inte så mycket som krydda eftersom smaken är obetydlig (en aning bitter och salt).
Bladen är strödda, lansettlika eller avlånga, blommorna är gula eller gulorange i många schatteringar och vanligen fyllda. Blomdoften är karaktäristisk. Fröna är krökta och taggiga. Ursprungligen kommer ringblomman från medelhavsområdet, men har funnits i Sverige sedan medeltiden.

## Användning
- Kronblad kokade med alun ger gul färg för akvarellmålning. Färgen kommer av ringblommornas innehåll av flavonoider och  karoten.
- Falsk saffran, förr under namnet feminell.
- Inom folkmedicin och homeopatin[1] bot mot huvudvärk och menstruationssmärta.  Utpressad saft från alla blommans ovanjordiska växtdelar kan användas utvärtes med adstringerande effekt som underlättar sårläkning och för behandling av vårtor, liktornar. Invärtes kan dekokter hjälpa vid gall- och andra leverbesvär, magkatarr och magsår. Verksamma ämnen är:
  - Calendulosid
  - Calenduladiol
  - Heliantol
  - Saponin

## Etymologi
- Calendula kommer från latinets kalendae = månadens första dag med tolkningen alla månader, därför att blomman i medelhavsområdet, där den har sitt ursprung, blommar hela året.
- Officinalis antyder att det är en medicinalväxt; latinets officina betyder i grunden verkstad, men även apotek, d.v.s. en sorts verkstad för beredning av medicinska preparat från läkeörter.

## Annan växt
- Blå ringblomma är ett i norra Bohuslän förekommande lokalt namn för blåklint. Cyanus segetum. [2]
- Vill ringblomma är ett i Närke förekommande lokalt namn för slåttergubbe, Arnica montana[3]